# Edward Seymour, IX duca di Somerset
Edward Seymour (2 gennaio 1717 – Maiden Bradley, 11 gennaio 1792) è stato un nobile britannico.

## Biografia
Era figlio di Sir Edward Seymour, VIII duca di Somerset e Mary Webb.
Nel 1757 ereditò il ducato ma le immense ricchezze legate al titolo nobiliare si persero in seguito alla divisione testamentaria voluta da Algernon Seymour, VII duca di Somerset dopo la sua morte senza figli maschi.
Edward morì, celibe e senza figli, l'11 gennaio 1792. Suo fratello Webb Seymour fu chiamato a succedergli.